# Алаверди
Алаверди́ (арм. Ալավերդի) ― город на северо-востоке Лорийской области Армении, расположенный в 167 км от Еревана, с населением 16 600 человек. Известен как центр медной промышленности Армении.
В черте города располагается древний монастырский комплекс Санаин.

## Этимология
Название города до 1930-х годов имело иной вид — Аллаверды́. Выводится Е. М. Поспеловым от тюркского имени Аллаверди/Аллаверды, которое происходит из двух компонентов — арабского allah (бог) и тюркского verdi (дал), имеющее буквальное значение allah verdi «бог дал». 

## География
Город расположен в 167 км от Еревана. Через город проходят автомобильное шоссе Ванадзор — Тбилиси и железнодорожная ветка Ереван — Тбилиси со станцией Алаверди. Расположен на крутых склонах каньона реки Дебед на высоте от 750 до 1400 м над уровнем моря.

## Топографические карты
- Лист карты K-38-XXVII. Масштаб: 1 : 200 000. Указать дату выпуска/состояния местности.

## История
Территория города Алаверди была заселена с древних времен. Об этом свидетельствуют материалы и памятники, найденные при раскопках. Здесь всегда жили армяне, составлявшие большинство населения.
Алаверди известен с III—II веков до н. э. под названиями «Маниц Гом», «Манес». Находилась в исторической области Гугарк. В источниках это поселение упоминалось как крепость с поселением. Начиная с XIII века упоминается как место производства меди.
В 1770 году сюда переселяется группа греческих горнорабочих, которая строит в Алаверди и Шамлуге медеплавильные заводы. Заводы были разрушены в 1795 году Ага Мохаммед-ханом.
В 1801 году территория Алаверди входит в состав Российской империи. В 1887 году права на разработку медной шахты были проданы французам. Мощным толчком к развитию как медной промышленности, так и города в целом, послужила постройка железнодорожной линии Александрополь — Тифлис (1899) и ГЭС на реке Дебед (1909).
В 1921 году в Алаверди окончательно установилась советская власть.
В 1938 году Алаверди получает статус города.
По мере постепенного развития города как крупного промышленного центра Армянской ССР, генеральный план города был пересмотрен и разработан архитектором Грайром Исабекяном в 1946 году.
В период с 1959 по 1962 год по проекту архитектора Левона Черкезяна на плато Санаин, на правом берегу реки Дебед была построена южная половина города.
12 января 1963 года Алаверди становится городом республиканского подчинения.
После обретения Арменией независимости в 1991 году Алаверди был включен в состав недавно образованной Лорийской области в соответствии с административной реформой 1995 года. В состав муниципального образования Алаверди вошел и близлежащее сельское поселение Акнер.

## Экономика
В 1934 году были введены в строй заводы медной руды, в 1939 году - серной кислоты, а в 1947 году - суперфосфата. В 1932 году со строительством Дзорагетской ГЭС была расширена энергетическая база промышленности Алаверди.
Благодаря геологоразведке были открыты новые месторождения. В 1945 году путем слияния меднорудного и сернокислотного заводов был создан химический завод. В 1949 году в Алаверди впервые была получена проволочная медь, которая используется в качестве сырья, прежде всего, на Ереванском кабельном заводе.
В 1957 году был организован Алавердинский медно-химический комбинат. Алаверди стал одним из крупных центров цветной металлургии и химической промышленности Советского Союза. В 1969 году эти отрасли производства обеспечивали около 90% промышленной продукции города.
В Алаверди также была развита легкая и пищевая промышленность. Были созданы хлебозаводы, сыроварни, пивоваренные заводы, текстильная и швейная фабрики, предприятия бытового обслуживания населения.
В 1972 году численность рабочих на алавердинских предприятиях превысила 5 тысяч, работало более 500 специалистов с высшим образованием: учителей, врачей, инженеров, агрономов. В Алаверди действует отделение Ереванского горно-металлургического института.
После распада СССР многие предприятия города были заброшены или приватизированы частными лицами. В 1997 году Алавердинский медеплавильный завод, считающийся одним из ведущих промышленных предприятий в регионе, был приватизирован команией ACP.

### Туризм
Алаверди расположен на северо-востоке Армении, на перекрестке туристических дорог и окружен богатой природной средой. Здесь можно увидеть покрытые лесом горы и долины, речки и горные пруды. Природа богата дикими фруктами и ягодами. 

## Население
Динамика населения показана в таблице.
| Год       | 1831 | 1873 | 1926 | 1959   | 1970   | 1979   | 2001   | 2004   | 2005   | 2006   | 2007   | 2008   | 2017  |
| Население | 24   | 748  | 4500 | 16 805 | 23 311 | 23 182 | 14 835 | 17 000 | 17 000 | 16 800 | 16 700 | 16 600 | 13186 |

Большинством населения являются армяне, имеется греческая община.

## Архитектура
Алаверди ― город с современной планировкой. Первый план города был составлен в 1928―1930 годах под руководством архитектора Михаила Мазманяна. Дома многоэтажные, выстроены из туфа. В память погибшим в Великой Отечественной войне установлен памятник.
На реке Дебед сохранился средневековый Санаинский мост XII века (1195 г.), в Алаверди находится церковь Св. Григора Нарекаци. В окрестностях города расположены такие знаменитые памятники культуры, как монастыри в Санаине, Ахпате, Ахтале, Хоракерте, Ардви и Одзунский храм.

## Спорт
В городе в начале 1990-х годов существовал футбольный клуб «Дебед», который принимал участие в Высшей лиге чемпионата Армении. Участие в чемпионате было безуспешным, и вскоре клуб был расформирован.
Алавердскиe гандболисты являются чемпионами Армении.

## Уроженцы
В Алаверди родились историк Александр Ерицян (1842−1902), Герой Советского Союза Константин Хаджиев, советский армянский художник Альберт Аслян, армянский футболист Арамаис Епископосян, пианистка, народная артистка Армении Светлана Навасардян, политический деятель 1930−1960-х гг. Анастас Микоян, а также его брат, советский авиаконструктор Артём Иванович Микоян и др.

## Города-побратимы
- Айос-Иоанис-Рендис (Греция) — с 28 мая 2007 года.
- Кобулети (Грузия) — с 1 октября 2007 года.
- Полоцк (Белоруссия) — с 26 мая 2012 года.
- Даугавпилс (Латвия) — с 2 октября 2012 года.
- Георгени (Румыния) — с 2014 года.

## Галерея

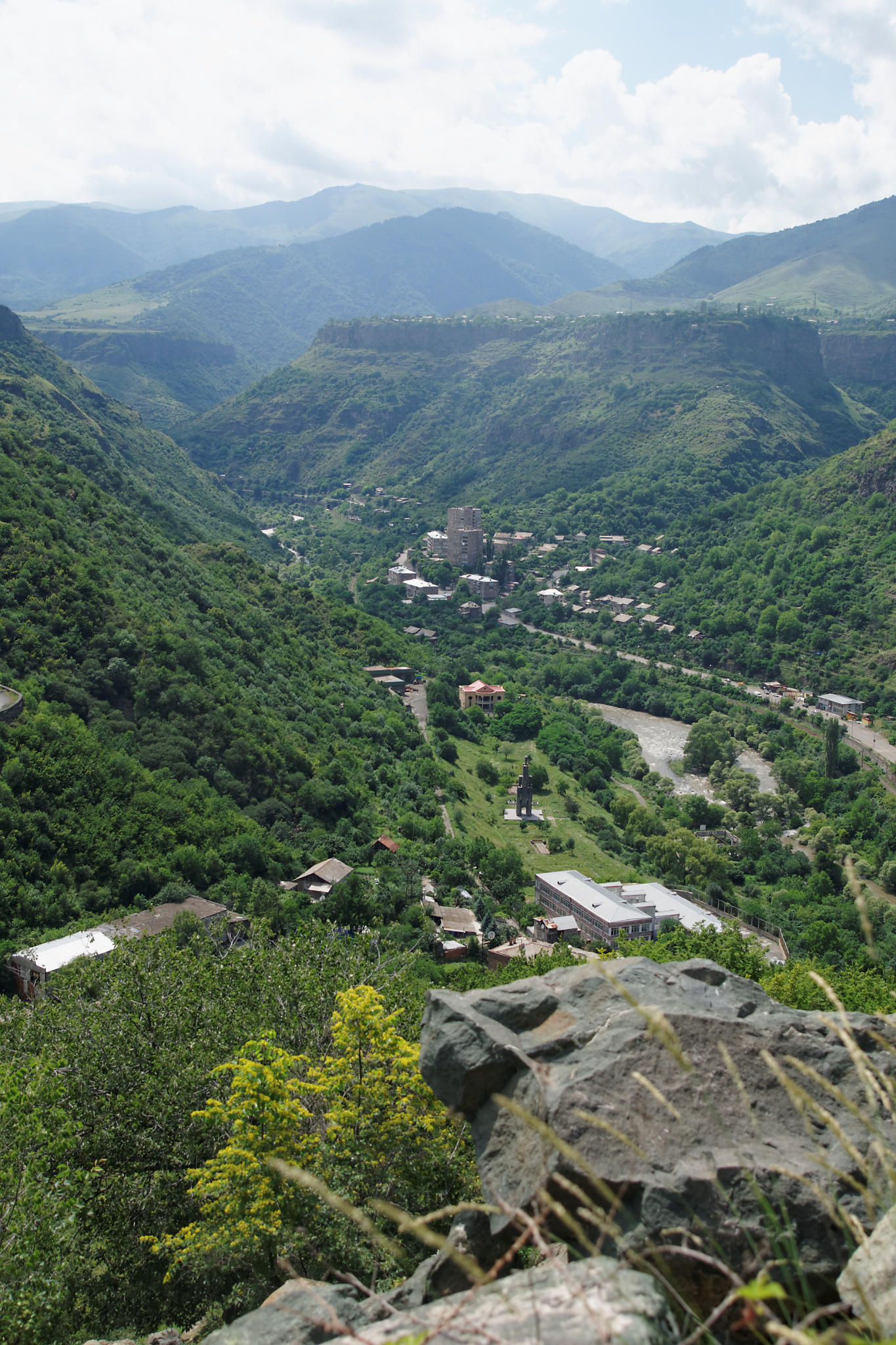
Вид на город
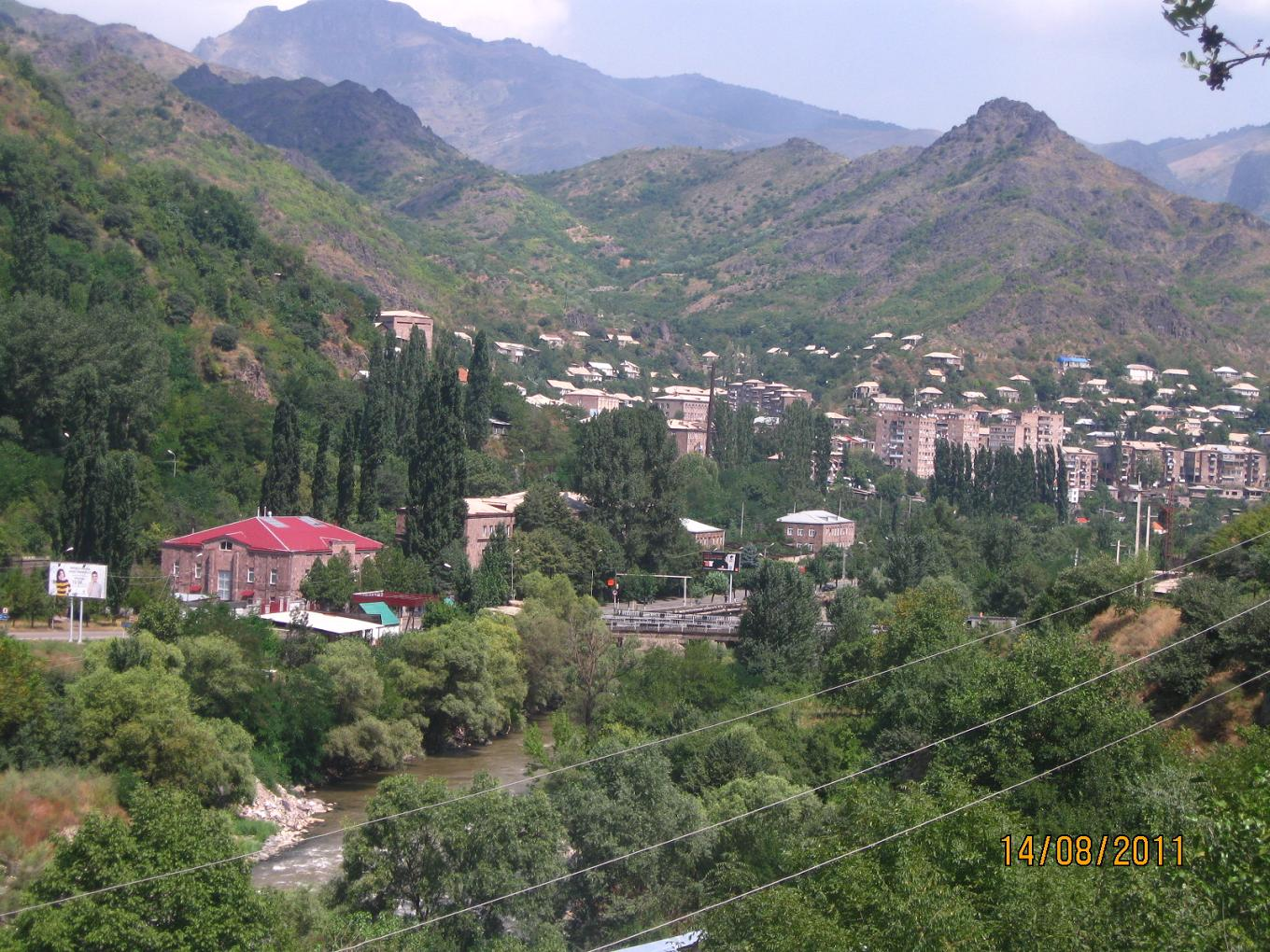
Панорама города
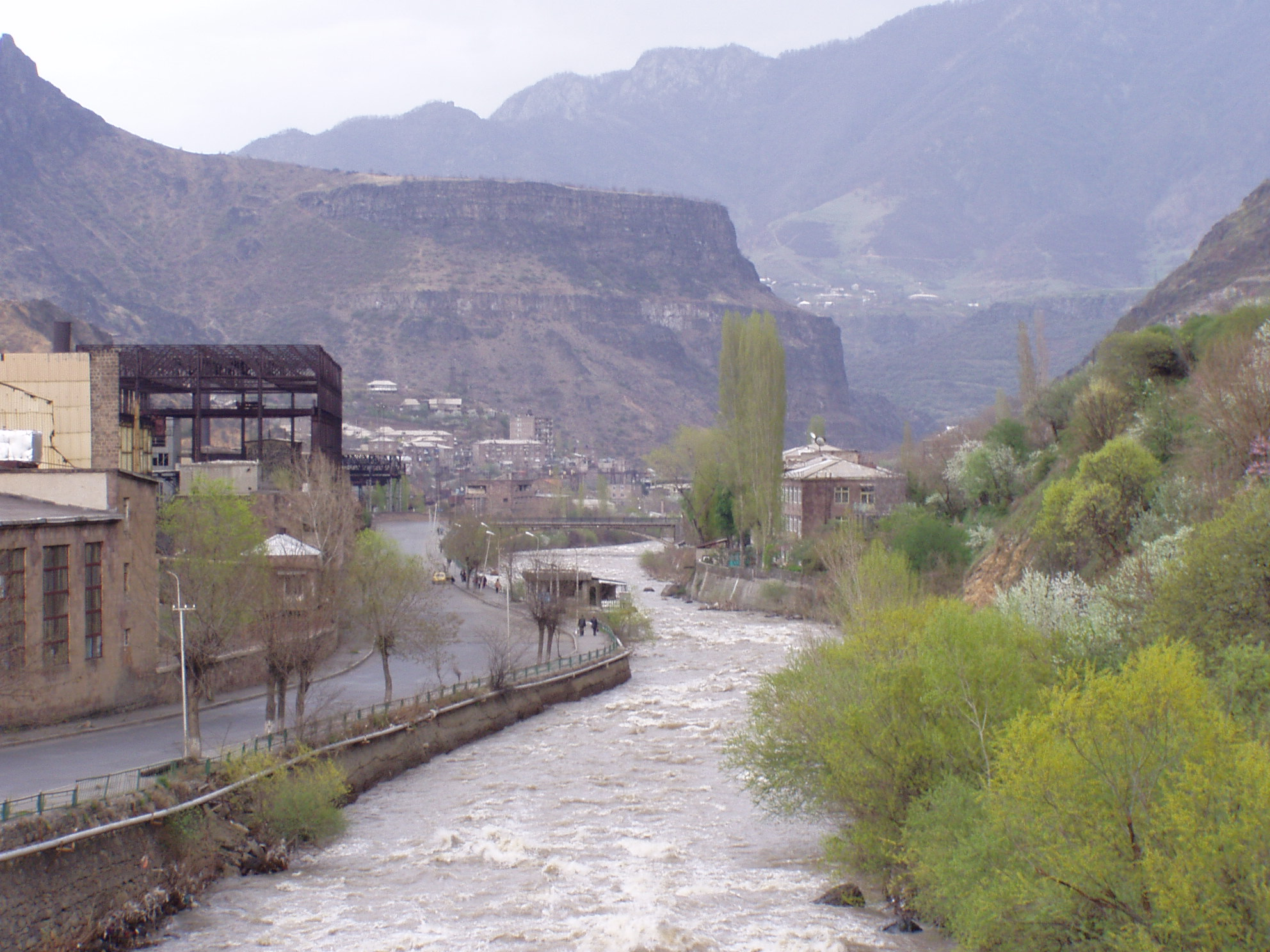
Река Дебед в Алаверди.
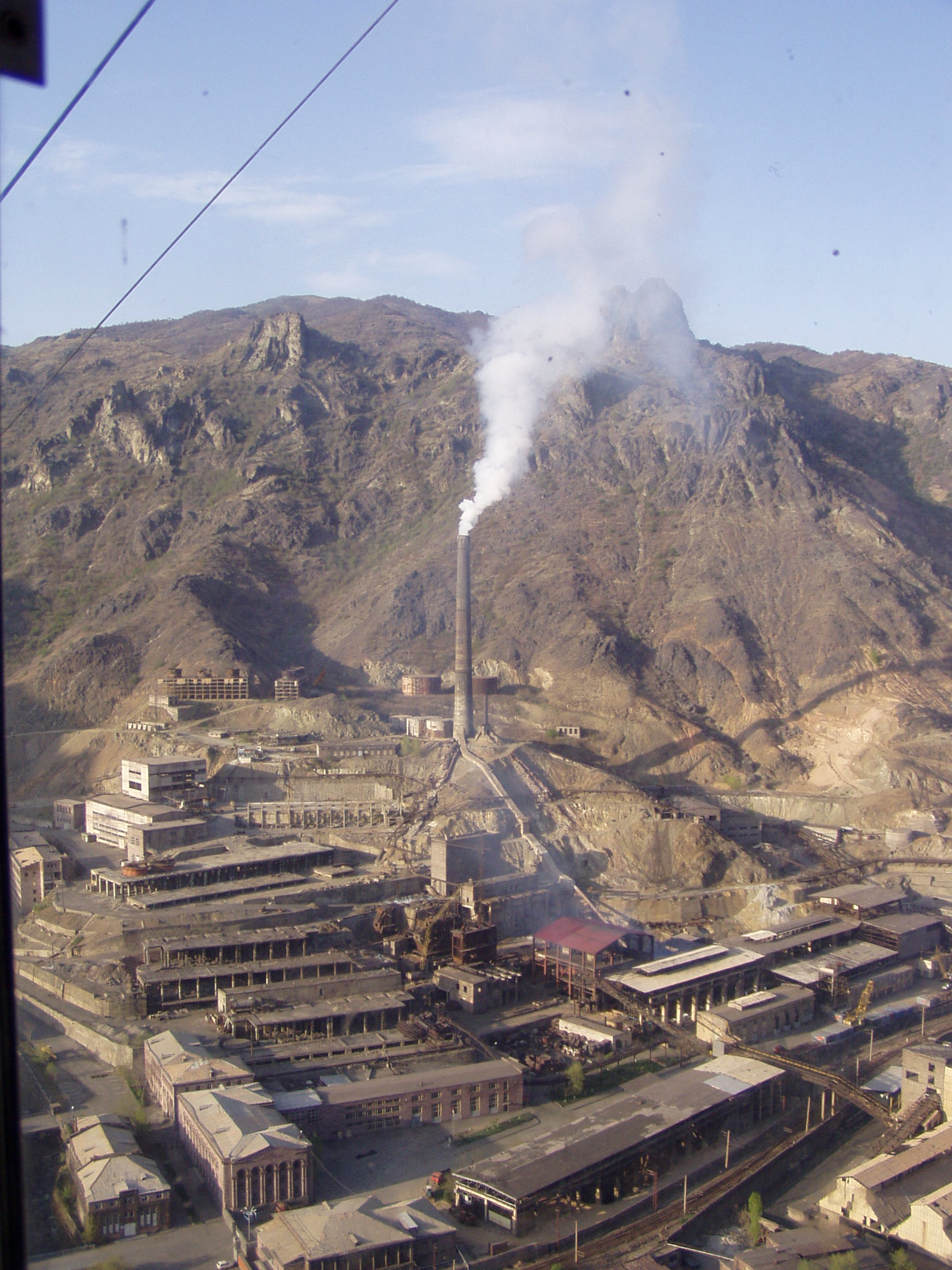
Меднохимический комбинат.
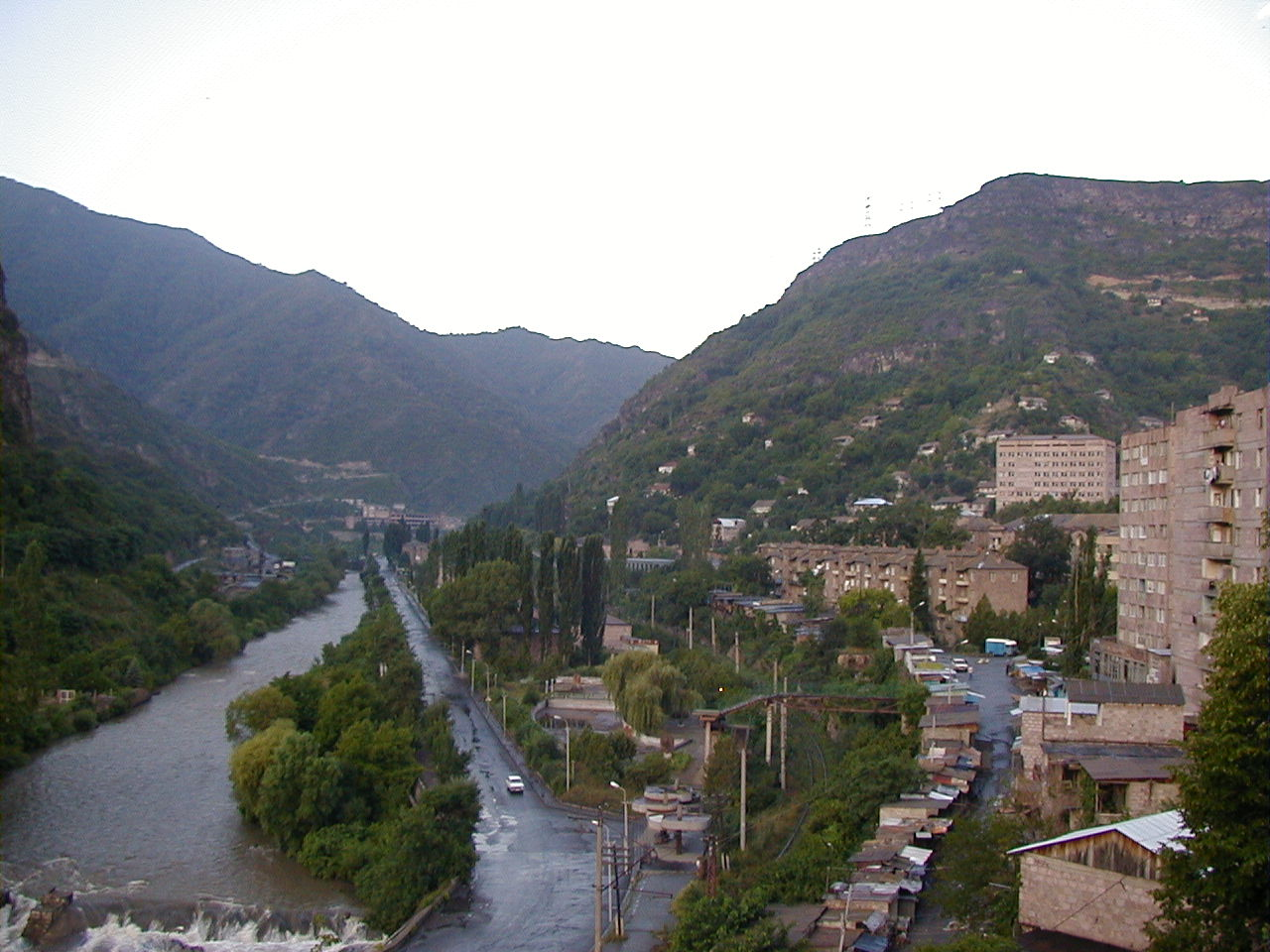
Набережная города.
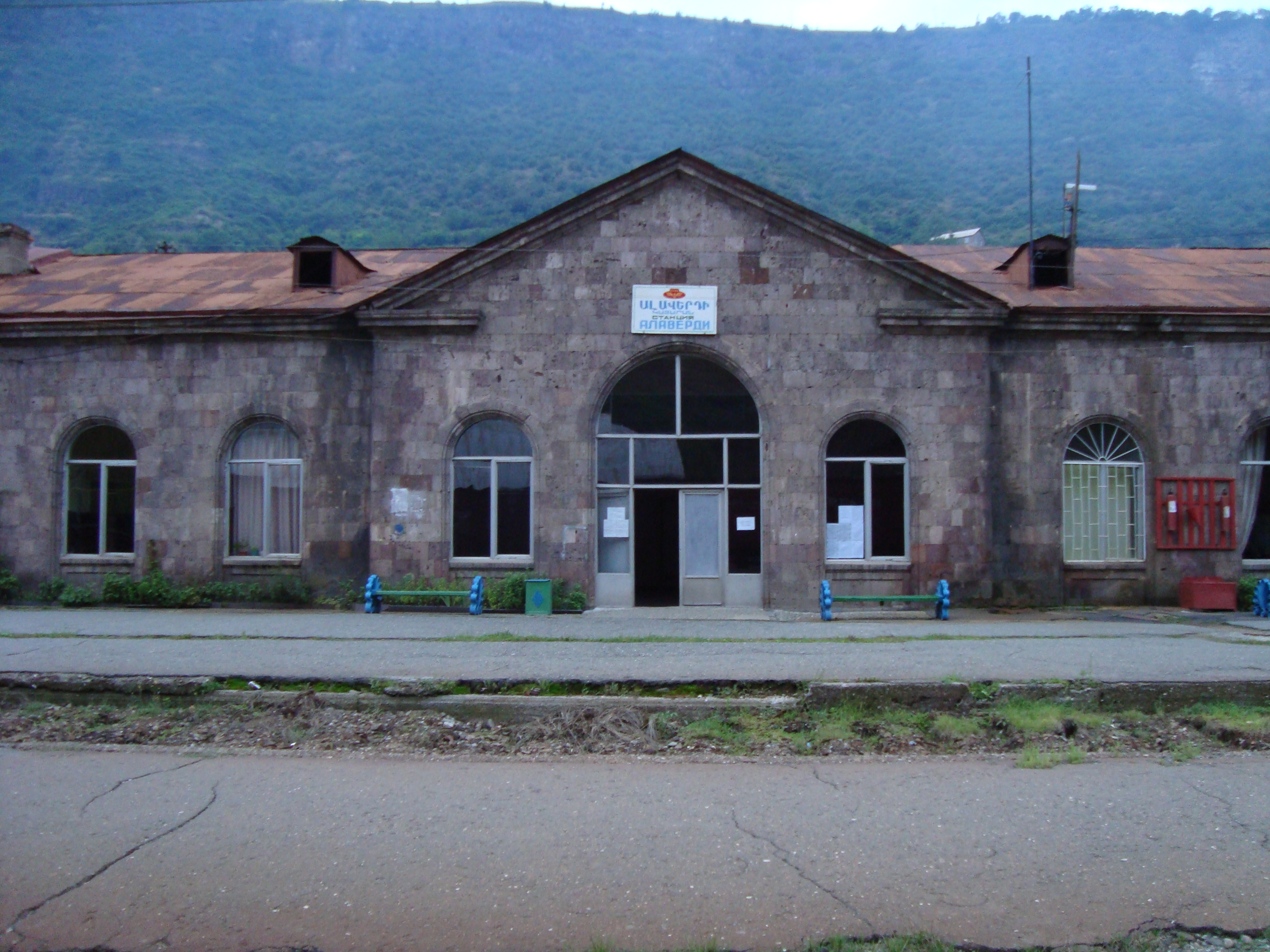
Железнодорожный вокзал.
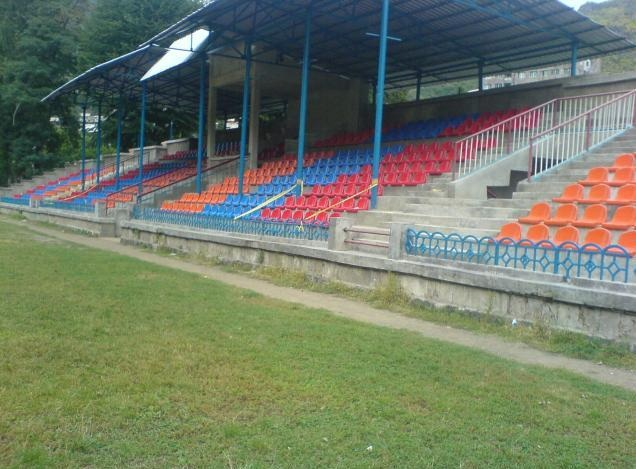
Городской стадион
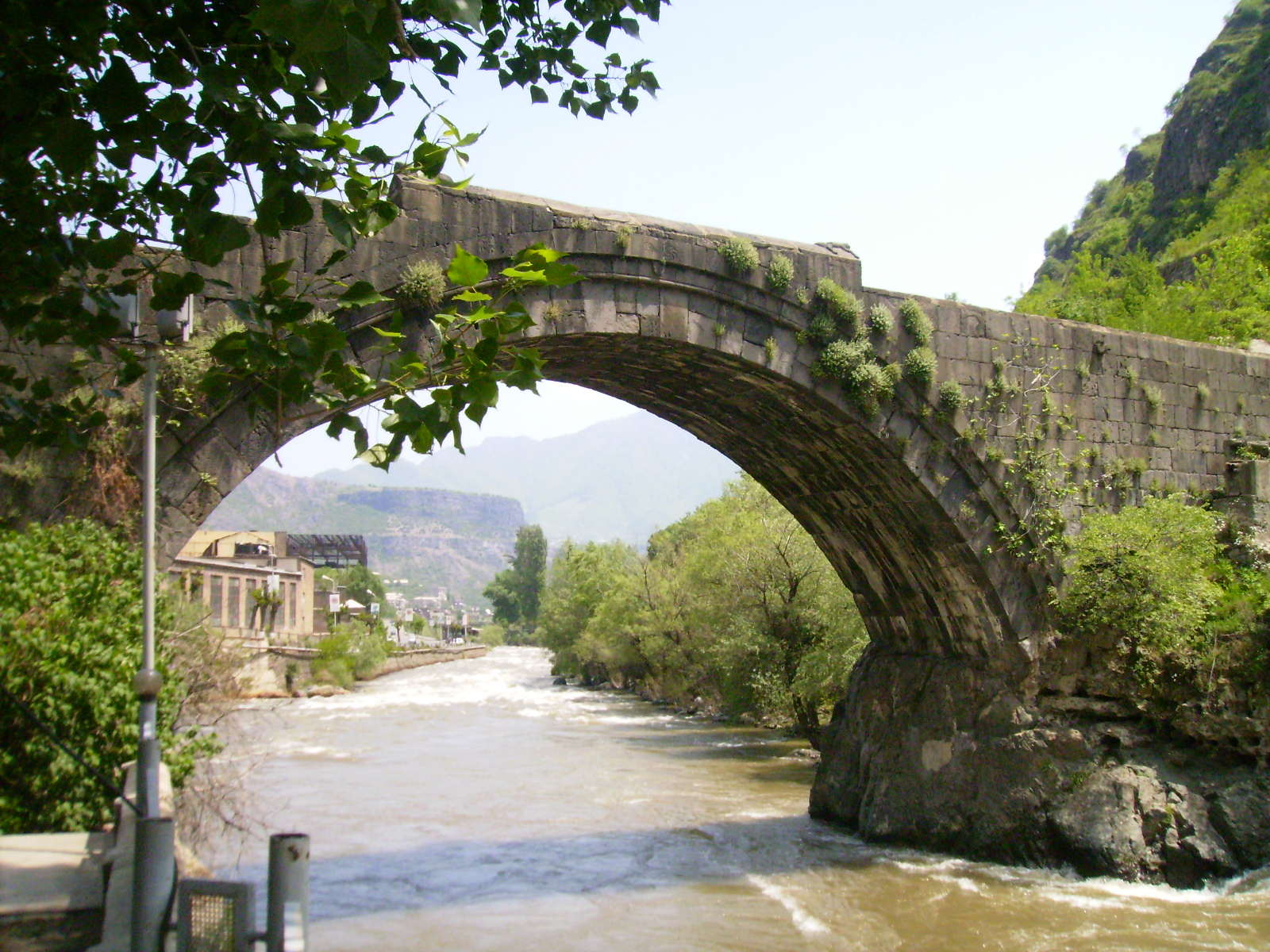
Мост Санаин возле Алаверди построен в 1195 году